# Якуби
Абуль-Аббас Ахмад ибн Исхак аль-Аббаси, известный как аль-Якуби (араб. اليعقوبي‎; род. в Багдаде — ум. 897 или 905 году) — арабский историк, географ и путешественник. Один из первых представителей прагматического направления в арабской исторической литературе.

## Биография
Его полное имя: Ахмад ибн Абу Якуб ибн Джафар ибн Вадих аль-Катиб аль-Аббаси аль-Якуби. Родился в Багдаде, в семье чиновника, вольноотпущенника одного из членов Аббасидского дома. Отсюда и его нисба аль-Аббаси. Дата рождения неизвестна.
Молодые годы Якуби прошли в Армении, затем он поступает на службу к Тахиридам в Хорасане.  В 873 году династия Тахиридов пала и Якуби отправляется в путешествие по Индии. Затем обосновался в Египте, откуда ездил в Магриб.

## Тарих (История)
Видимо ещё находясь в Хорасане, Якуби пишет 2-томное сочинение «Тарих» («История»). Одно из первых произведений в арабской литературе, посвящённое всемирной истории. Первая часть труда начинается историей библейских патриархов, затем идёт описание жизни Христа и апостолов, различных царей, описание народов, в частности африканских — беджа, ал-хабаша, зинджей, суданцев. По сути опсиание Якуби отражает уровень знаний арабов относительно этих народов к моменту написания книги. Сведения включают данные об административном делении, полезных ископаемых, обычаях и образе жизни населения. Однако географические названия, приводимые в книге не всегда поддаются точной идентификации. В книги также содержатся сведения по истории Ассирии, Египта, Греции и других государств древности.
Вторая часть «Тарих» повествует об истории мусульманских стран начиная с рождения пророка Мухаммеда до 259 года Хиджры, то есть до 872 года н. э. . Основное внимание автор уделил шиитскому движению, что во многом объясняется тем что Якуби был шиитом. С последним обстоятельством связано и его враждебное отношение к Аббасидам. В целом «Та’рих» включает значительное количество сведений, которых не содержат другие источники и которые поэтому представляют немалый интерес.

## Китаб аль-булдан («Книга стран»)
Якуби, как и многие другие арабские авторы того времени интересовался географией. Так около 891 году он закончил географический труд «Китаб аль-булдан» («Книга стран»). Труд дошёл до нас не полностью. По своему характеру Книга стран ближе всего к сочинениям типа административно-географических справочников Ибн Хордадбеха и Кудамы ибн Джафара, но с большим количеством личных наблюдений автора. Интересно отметить что Якуби очень критично отнёсся к изложению известных ему сведений и почти не включил в свой труд рассказы мифического характера. В отличие, например, от таких авторов как аль-Масуди и ибн аль-Факих.
В «Книге стран» включены сведения о путевых маршрутах, о расстояниях между областями, о полезных ископаемых и их добыче. Наиболее подробно описаны земли в верховьях Нила. Меньше сведений у него о Судане. Интересно отметить что хотя описание различных областей в «Истории» и «Книге стран» не противоречат друг другу, но сильно разнятся.

## Публикация трудов Якуби
Оба сочинения были изданы в конце XIX века. «Тарих» был выпущен в свет издателем М.-Т. Хаутсма по Кембриджской рукописи, одной из двух известных в настоящее время. «Китаб ал-булдан» входит в серию «Bibliotheca geographorum arabicorum», изданную М. де Гуе, как часть седьмого тома этой серии.

## Публикации на русском языке
В 1939 году Отрывки из Книги стран, в переводе С. Волина, были опубликованы в первом томе Материалов по истории туркмен и Туркмении (Москва: Институт Востоковедения. 1939).
Другой отрывок в переводе Л. Е. Куббеля, В. В. Матвеева был опубликован в издание Древние и средневековые источники по этнографии и истории Африки южнее Сахары. Т. 1. Арабские источники VII—X вв. М.-Л. АН СССР. 1960.
Новейшие публикации
- ал-Йа‘куби. Книга стран (Китаб ал-булдан) / Вступ. ст., пер., комментарии и указатели Л. А. Семёновой; Отв. ред. Д. В. Микульский; Институт востоковедения РАН. — М.: Восточная литература, 2011. — 368 с. — 800 экз. — ISBN 978-5-02-018468-8. (в пер.)
- Я'куби История. Из сочинений Я'куби. Пер. с арабск. проф. П. К. Жузе. Баку: Общество обследования и изучения Азербайджана, 1927, 26 с. (Материалы по истории Азербайджана/ Общество обследования и изучения Азербайджана; Вып. 4).